# Triplophysa longibarbata
Triplophysa longibarbata är en fiskart som först beskrevs av Chen, Yang, Sket och Aljancic, 1998.  Triplophysa longibarbata ingår i släktet Triplophysa och familjen grönlingsfiskar. Inga underarter finns listade i Catalogue of Life.